# Sarah Ulmer
Sarah Elizabeth Ulmer, ONZM (nascida em 14 de março de 1976) é uma ex-ciclista neozelandesa. É a primeira neozelandesa a conquistar uma medalha de ouro olímpica de ciclismo, o qual ela venceu na perseguição individual de 3 km nos Jogos Olímpicos de Atenas 2004, estabelecendo um recorde mundial.
Depois das olimpíadas de 2004, ela manteve os títulos olímpicos, da Commonwealth e Campeonato Mundial de Perseguição, e os registros para esses eventos.

## Biografia
Ulmer nasceu em Auckland, onde estudou na Diocesan School for Girls. Seu avô, Ron Ulmer, foi um ciclista de pista que representou Nova Zelândia em 1938 nos Jogos do Império Britânico. Seu pai, Gary, foi campeão nacional de estrada e pista.

### Corridas deperseguição individual
Em 1994, ela venceu o Campeonato Mundial Júnior e ficou em segundo lugar nos Jogos da Commonwealth de 1994 em Canadá com um tempo de 3 minutos e 51 segundos.
Nos Jogos Olímpicos de Atlanta 1996 ela foi a sétima colocada após a classificação em sexto com 3 minutos e 43 segundos.
Nos Jogos da Commonwealth de 1998 em Kuala Lumpur, ela conquistou a medalha de ouro com 3 minutos e 41,7 segundos.
Nos Jogos Olímpicos de Sydney 2000 ela ficou na quarta posição com 3 minutos e 36,8 segundos, e manteve-se com na quarta depois de perder a corrida para a terceira por 00,8 de segundo.
Nos Jogos da Commonwealth de 2002 em Manchester, Ulmer conquistou a medalha de ouro e estabeleceu o recorde de 3 minutos e 32,4 segundos.
Em maio de 2004, ela venceu o Campeonato Mundial em Melbourne e estabeleceu um recorde mundial de 3 minutos e 30,6 segundos na fase de classificação. Nos Jogos Olímpicos de Atenas 2004, ela quebrou o recorde mundial na fase de classificação com 3 minutos e 26,4 segundos, e levou quase dois segundos do que o tempo para conquistrar o ouro na final com 3 minutos e 24,5 segundos. Ulmer reduziu o recorde mundial por seis segundos.
As medalhistas de prata e bronze, Katie Mactier da Austrália e Leontien van Moorsel dos Países Baixos, também foram sob o recorde mundial anterior (3m 30.6s) em cada um dos seus três percursos. Elas andavam mais rápido a cada percurso e rodou 3 minutos e 27,0 segundos, respectivamente, nas finais.
No mês de maio de 2010 em Aguascalientes, México, a uma altitude de 1.870 metros (6.140 pés), a estadunidense, Sarah Hammer, quebrou o recorde mundial de Ulmer com um tempo de 3 minutos e 22,269 segundos. A partir de setembro de 2014 nove atuais recordistas mundiais de ciclismo para distâncias de 4 km ou menos, estabeleceram-se em Aguascalientes.
O atual recorde de 3 minutos e 27,268 segundos do Campeonato Mundial foi estabelecido pelo colega neozelandês, Alison Shanks, em Melbourne no ano de 2012.

### Outras corridas
Ulmer obteve sucesso na corrida por pontos, vencendo um Campeonato Mundial Júnior e terminando em terceiro e quarto lugar no Campeonato Mundia Sênior. Ela foi a segunda e quinta colocada (duas vezes) nos Jogos da Commonwealth.
Após as olimpíadas de 2004 mudou-se para o ciclismo de estrada. A website Cycling Archives inclui resultados de sua competição em corridas de estrada nos Estados Unidos, França, Austrália, Bélgica e Alemanha de 1999 a 2006.

### Outras informações
Ela treinou no velódromo em Te Awamutu. Sua cidade natal é Cambridge, Nova Zelândia. Em 2005 foi condecorada com New Year Honours (em português:  Honras de Ano Novo), por serviços prestados ao ciclismo.
Ela anunciou sua retirada do ciclismo em 24 de novembro de 2007. Frequentou as olimpíadas de 2008 como mentora.
em 2011, ela se inscreveu como 'embaixadora' para o New Zealand Cycle Trail. Ulmer tem duas filhas.

## Galeria de fotos

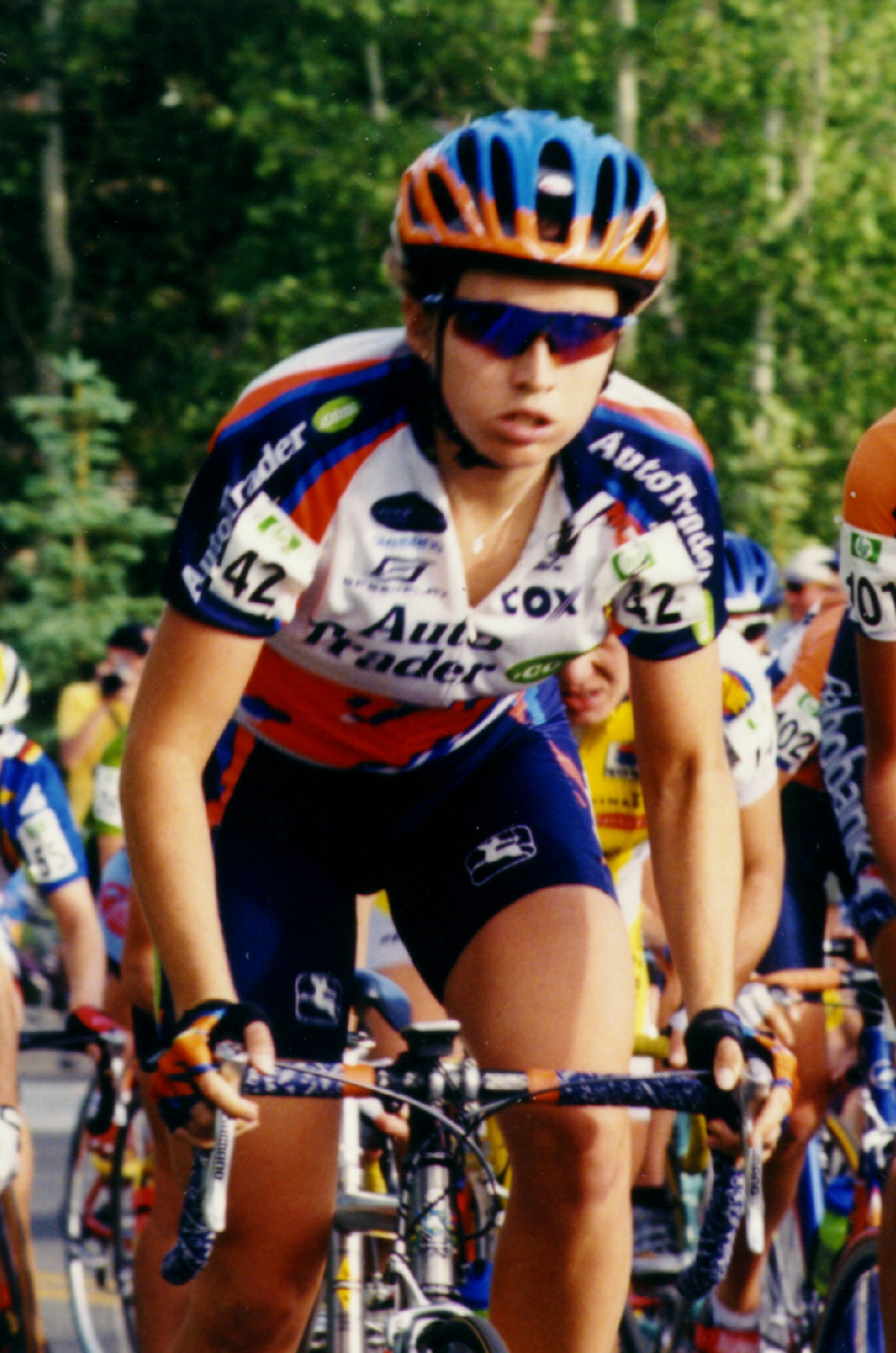
Women's Challenge 2001 – corrida de circuito
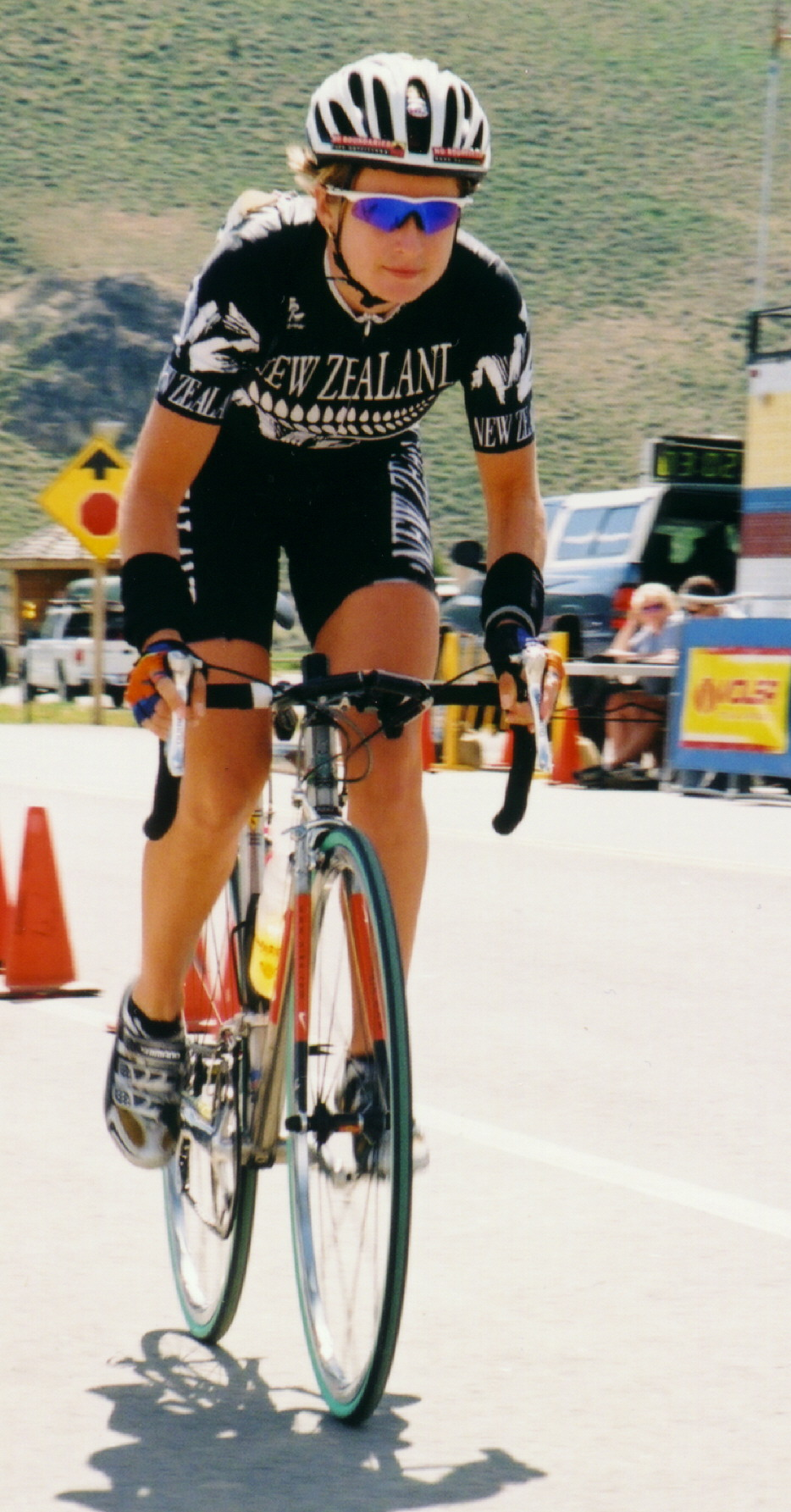
Women's Challenge 2002 – contrarrelógio por equipes
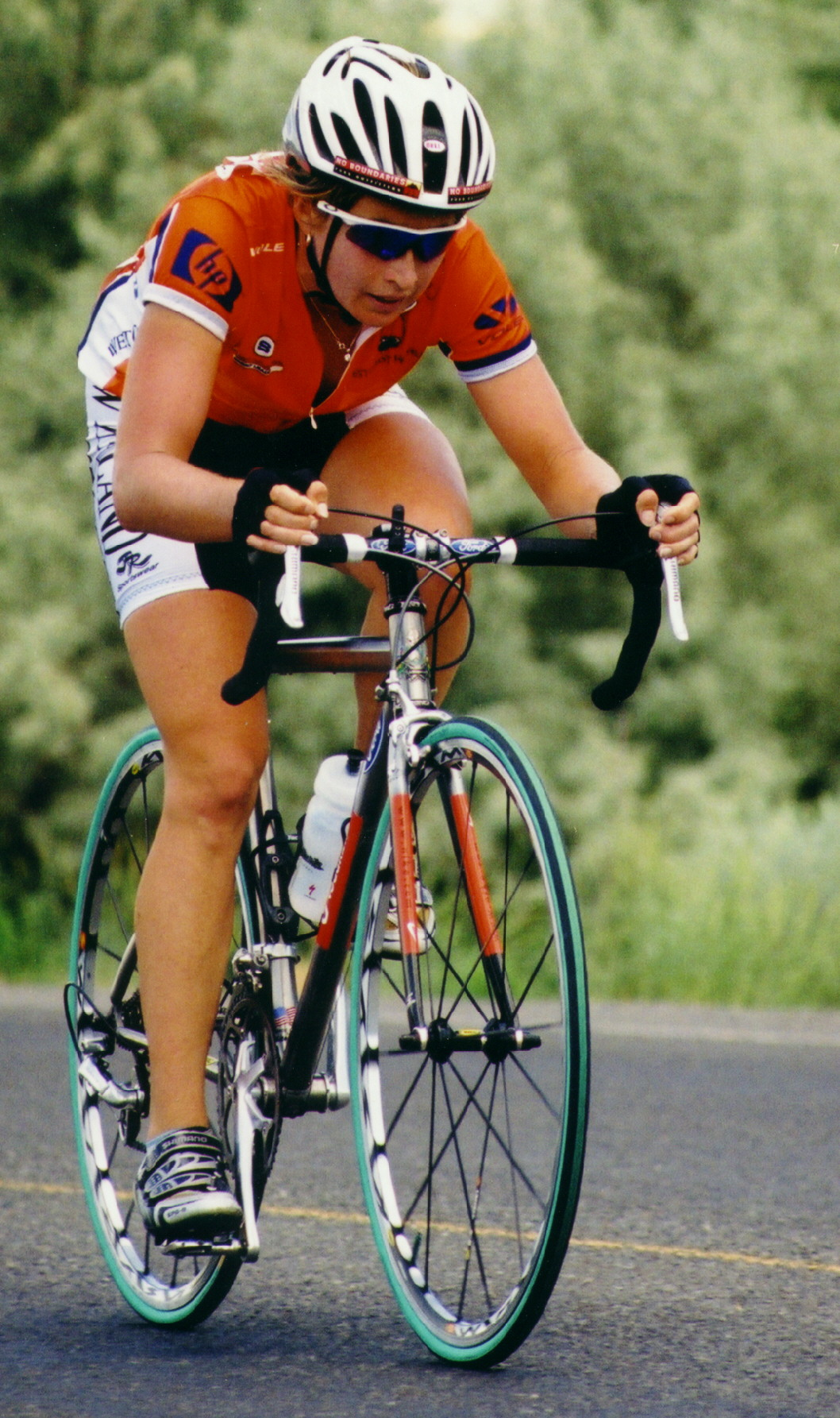
Women's Challenge 2002 – sétima etapa